# Remchingen
Remchingen är en kommun i Enzkreis i regionen Nordschwarzwald i Regierungsbezirk Karlsruhe i förbundslandet Baden-Württemberg i Tyskland.
Kommunen bildades 1 januari 1973 genom en sammanslagning av kommunerna Singen och Wilferdingen. Kommunen Nöttingen uppgick i Remchingen 1 januari 1975.
FC Nöttingen är en fotbollsklubb från Remchingen-Nöttingen.

## Kända personer
- Johann Gottfried Tulla